# Prochoerodes catenulata
Prochoerodes catenulata là một loài bướm đêm trong họ Geometridae.